# مكتب إدارة الأراضي (الولايات المتحدة)
مكتب إدارة الأراضي (بالإنجليزية: Bureau of Land Management)‏ هو مكتب وكالة تابع إلى وزارة الداخلية وهي مسؤولة عن الحفاظ عن الأراضي الفيدرالية والمصادر الطبيعية، ومنها المتعلقة أيضاً بالسكان الأصليين ومنهم أيضاً سكان ألاسكا الأصليين وسكان هاواي الأصليين، ويتم إدارة 75% من أراضي الولايات المتحدة عن طريق هذه الإدارة. وتم إنشائها في سنة 1946 أثناء حكم هاري ترومان.